# Michael Stahl-David
Michael Stahl-David (ur. 28 października 1982 w Chicago) – amerykański aktor teatralny, filmowy i telewizyjny.

## Filmografia

### Filmy fabularne
- 2001: New Port South jako Rossetti
- 2003: Wujek Nino (Uncle Nino) jako Craig
- 2008: Projekt: Monster (Cloverfield) jako Rob Hawkins
- 2008: The Project jako Justin
- 2010: No Deal jako Mark (krótkometrażowy)
- 2012: Girls Against Boys jako Simon
- 2013: Miłosna huśtawka (Love & Air Sex) jako Stan
- 2013: Kongres (The Congress) jako Steve
- 2013: Mutual Friends jako Paul
- 2014: Zadbaj o siebie (Take Care) jako Kyle
- 2014: In Your Eyes jako Dylan Kershaw
- 2015: Lay in Wait jako Robert (krótkometrażowy)
- 2015: W samą porę na święta (Just in Time for Christmas) jako Jason Stewart (film TV)
- 2016: LBJ jako Robert F. Kennedy
- 2016: Przyrzeczenie (The Promise) jako Brad
- 2017: The Light of the Moon jako Matt
- 2019: The Cloverfield Files jako Rob Hawkins

### Seriale TV
- 2007: The Black Donnellys jako Sean „Seanny” Donnelly
- 2007: Prawo i porządek: Zbrodniczy zamiar (Law & Order: Criminal Intent) jako Riordan Grady
- 2009: Kings jako Paul Ash
- 2009: Wzór (Numbers) jako Josh Skinner
- 2009: Szpital Miłosierdzia (Mercy) jako Phil
- 2010: My Generation jako Steven Foster
- 2012: Impersonalni (Person of Interest) jako William Ingram
- 2013: Nie zadzieraj z zołzą spod 23 (Don't Trust the B---- in Apartment 23) jako Teddy
- 2014: Jess i chłopaki (New Girl) jako Ian
- 2015: Newsreaders jako Chip Dunstreet
- 2015: Żona idealna (The Good Wife) jako Nathan Bacevich
- 2015: Kto się odważy (Show Me a Hero) jako James Surdoval
- 2017: Narcos jako agent Chris Feistl
- 2018: Kroniki Times Square (The Deuce) jako Kenneth
- 2019: Evil jako Tom McCrystal
- 2022: Good Sam jako dr Caleb Tucke